# 土肥町
土肥町（といちょう）は、かつて静岡県田方郡にあった町。伊豆半島西部に存在した。
2004年（平成16年）4月1日に修善寺町・天城湯ケ島町・中伊豆町と合併して伊豆市が発足し、土肥町は廃止された。

## 地理
伊豆半島の中西部、駿河湾に面する。気候は駿河湾対岸の三保の松原などと同様で、温暖である。特に恋人岬は、男女のカップルが多く訪れる海岸として有名である。

## 歴史

### 沿革

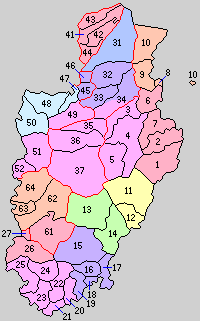
51が町村制施行時の土肥村。(52.西豆村)

- 1889年（明治22年）4月1日 - 町村制施行により君沢郡土肥村・小土肥村が合併して土肥村が発足。
- 1896年（明治29年）4月1日 - 郡制施行のため、田方郡・君沢郡および賀茂郡の一部の区域をもって、改めて田方郡を設置。所属郡が田方郡となる。
- 1938年（昭和13年）4月1日 - 町制施行により土肥町に改称。
- 1956年（昭和31年）9月30日 - 西豆村を編入。[2][3]
- 1961年（昭和36年）11月29日 - 町章を制定。[4]
- 1976年（昭和51年）12月26日 - 町木・町花を制定。[5]
- 2004年（平成16年）4月1日 - 修善寺町、天城湯ケ島町、中伊豆町と合併し、伊豆市の一部となる。

## 行政
土肥村長
- 福室幸作

町章
- 観光都市を象徴するために「TOY」を表し、農鉱・水産・観光の「Y」意味して、1961年（昭和36年）11月29日に町役場竣工を記念して制定される[5][4]。

町木・町花
- 1976年12月26日に町村合併20周年を記念して制定される[5]。
  - 町木 - カーネーション
  - 町花 - シロビワ

## 産業
- シロビワの産地である。世界の中でも土肥町内の一部の農家でしか生産されていない[6]。

## 交通
道路
- 国道136号
- 静岡県道17号沼津土肥線
- 静岡県道125号土肥港線
- 静岡県道127号達磨山西浦線
- 静岡県道411号西天城高原線
- 西伊豆スカイライン

漁港
- 小下田漁港
- 八木沢漁港

船舶（土肥港発）
- 駿河湾フェリー：清水港へフェリー

## 教育
小学校
- 土肥町立土肥小学校
- 土肥町立土肥南小学校

中学校
- 土肥町立土肥中学校

高等学校
- 静岡県立土肥高等学校

## 名所・旧跡・観光スポット
- 恋人岬 - 鐘を3回鳴らすと恋愛が成就すると言われる観光地。
- 土肥温泉 - ホテルや旅館が立ち並ぶ海沿いの温泉地。
- 土肥金山 - 金鉱山跡地の史跡。
- 土肥演芸館 - かつて土肥町にあった映画館。1960年（昭和35年）の田方郡には10館の映画館があった[注釈 1]。
- 土肥映画劇場 - かつて土肥町にあった映画館。
- 松原公園 - ギネスブックにおいて「最大の文字盤を持つ時計」と認定されている文字盤の直径が31メートルの花時計がある[8]。

## 土肥を舞台にした作品
テレビドラマ
- 連続テレビ小説『青春家族』（作・井沢満、1989年、NHK）
- 同窓会（作・井沢満、1993年、日本テレビ系）
- 細うで繁盛記（作・花登筐、1970年～1973年、よみうりテレビ制作日本テレビ系）※連続ドラマとして制作
- 新・細うで繁盛記（作・同上、1973年～1974年、同上）※同上
- 細うで繁盛記（作・同上、1994年～1995年、2006年～2007年、フジテレビ系）※2時間ドラマとして2話ずつ制作された

その他
- 野外演劇『菜の花舞台』（主催・菜の花舞台実行委員会）
- 小説「旅人岬」（著者　笹倉 明　1999年　日本放送出版協会）

## 主な出身者
- 本因坊秀和（囲碁棋士）
- 長口宮吉（写真化学技術者）
- 砂間一良（元衆議院議員）
- 鈴木則文（映画監督）
- 勝呂誉（俳優）
- 潮木仁[10][11][12][13][14][15]（元スカッシュ選手）[16]